# Марлен Вайнгартнер
Марлен Вайнгартнер (нім. Marlene Weingärtner; нар. 30 січня 1980) — колишня німецька тенісистка. 
Найвищу одиночну позицію рейтингу WTA — ранг 36 досягнула 4 лютого 2002, парну — ранг 34 — 17 січня 2005 року.
Завершила кар'єру 2005 року.

## Фінали турнірів WTA

### Одиночний розряд: (1 поразка)
| Результат | Ранг | Дата            | Турнір                                      | Покриття | Опонент            | Рахунок  |
| --------- | ---- | --------------- | ------------------------------------------- | -------- | ------------------ | -------- |
| Поразка   | 1.   | 19 вересня 2004 | Commonwealth Bank Tennis Classic, Індонезія | Тверде   | Світлана Кузнецова | 1–6, 4–6 |

### Парний розряд: (1 титул, 1 поразка)
| Результат | Ранг | Дата           | Турнір                          | Покриття   | Партнер       | Опоненти                                | Рахунок            |
| --------- | ---- | -------------- | ------------------------------- | ---------- | ------------- | --------------------------------------- | ------------------ |
| Перемога  | 1.   | 22 серпня 2004 | Cincinnati, США                 | Тверде     | Джилл Крейбас | Еммануель Гальярді Анна-Лена Гренефельд | 7–5, 7–6(7–2)      |
| Поразка   | 1.   | 31 жовтня 2004 | BGL Luxembourg Open, Люксембург | Тверде (i) | Джилл Крейбас | Вірхінія Руано Паскуаль Паола Суарес    | 1–6, 7–6(7–1), 3–6 |